# Camerota
Camerota là một đô thị (comune) thuộc tỉnh Salerno trong vùng Campania của Ý. Camerota có diện tích 70,18 km2, dân số là 7026 người (thời điểm ngày 31 tháng 12 năm 2006).